# Manuel Iris
Manuel Iris (San Francisco de Campeche, Campeche, 1983) es un escritor mexicano radicado en la ciudad de Cincinnati, Ohio, Estados Unidos, de la que fue nombrado Poeta Laureado en abril de 2018.

## Biografía
Es licenciado en literatura latinoamericana por la Universidad Autónoma de Yucatán (UADY), maestro en literatura hispanoamericana por la Universidad Estatal de Nuevo México (EE. UU.), y doctor en lenguas romances por la Universidad de Cincinnati.
Comenzó su carrera como escritor en los talleres de Joaquín Bestard Vázquez en la UADY. Ha colaborado en publicaciones en línea e impresas, como La Otra Revista, Letras Libres, Periódico de Poesía y Revista Altazor.
En 2022 la Universidad Autónoma de Chiapas (Unach) publicó el libro Traductor del silencio: acercamientos críticos a la obra de Manuel Iris.

## Premios y reconocimientos
En 2009 ganó el Premio Nacional de Poesía Mérida por su libro Cuaderno de los sueños, y en 2014 recibió el Premio Regional de Poesía Rodulfo Figueroa que otorga el estado de Chiapas, por Los disfraces del fuego. Además, en 2018, obtuvo los reconocimientos al mejor libro de poemas y mejor traducción en los International Latino Book Awards, en Los Ángeles, California, con su primera antología bilingüe Traducir el silencio/Translating Silence.
En el año de 2021 fue incorporado al Sistema Nacional de Creadores de Arte (SNCA) en la disciplina de poesía.
En 2022, su libro The Parting Present/Lo que se irá ganó el Reader’s Choice Award en los Ohioana Book Awards. En 2025, su manuscrito Toda la tierra es un jardín de monstruos/The Whole Earth Is a Garden of Monsters, cotraducido con Kevin McHugh, ganó el Premio Ambroggio de la Academia de Poetas Americanos.

## Obra poética

### Publicaciones individuales
- Cuaderno de los sueños, Fondo Editorial Tierra Adentro, 2009.
- Los disfraces del fuego, Editorial Atrasalante, 2014.
- La luz desnuda, antología personal, Ediciones del Movimiento Poético de Maracaibo, 2016.
- Frente al misterio, La Fragua, 2016.
- Cincinnati, historia personal, Cuadrivio Ediciones, 2018.
- Overnight Medley, Arc Edições, 2018.
- Traducir el silencio / Translating Silence, Arte Poética Press, 2018.
- Devocionario, El Taller Blanco, 2020.
- Lo que se irá, Cuadrivio Ediciones, 2021.
- The parting present / Lo que se irá, Dos Madres Press, 2021.

### Antologías
- Postal de Oleaje: poetas mexicanos y colombianos nacidos en los 80, Editorial Con Las Uñas, 2013.
- Espejo de doble filo: antología de poesía sobre la violencia México-Colombia, UAS- Atrasalante, 2014.
- Casi una isla: nueve poetas yucatecos nacidos en la década de 1980, Gobierno del Estado de Yucatán, 2015.
- Voces de América Latina, Editorial Media Isla, 2016.
- Antología de la poesía iberoamericana actual, Exlibric, 2018.

## Obra ensayística

### Publicaciones colectivas
- Una raya más: ensayos sobre Eduardo Lizalde, Fondo Editorial Tierra Adentro, 2010.
- En la orilla del silencio, ensayos sobre Alí Chumacero (compilador), Fondo Editorial Tierra Adentro, 2012.
- Cámara nocturna, ensayos sobre Salvador Elizondo, Fondo Editorial Tierra Adentro, 2011.
- Historia crítica de la poesía mexicana, Fondo De Cultura Económica, 2015.
- La flama del tiempo: testimoniales y estudios poéticos, UAM-Molinos de Viento, 2018.